# Mistrzostwa Wspólnoty Narodów w boksie
Mistrzostwa Wspólnoty Narodów w boksie − międzynarodowy turniej bokserski, w którym udział mogą brać członkowie Wspólnoty Narodów. Rozegrano sześć edycji. Ostatnie w 2010 roku.

## Edycje
| Rok  | Edycja                            | Miejsce                     | Data                   |
| ---- | --------------------------------- | --------------------------- | ---------------------- |
| 1983 | I Mistrzostwa Wspólnoty Narodów   | Belfast, Irlandia Północna  | 12–17 września         |
| 1996 | II Mistrzostwa Wspólnoty Narodów  | Mmabatho, Południowa Afryka | 17–24 listopada        |
| 2003 | III Mistrzostwa Wspólnoty Narodów | Kuala Lumpur, Malezja       | 25 sierpnia–1 września |
| 2005 | IV Mistrzostwa Wspólnoty Narodów  | Glasgow, Szkocja            | 15–20 sierpnia         |
| 2007 | V Mistrzostwa Wspólnoty Narodów   | Liverpool, Anglia           | 23–28 lipca            |
| 2010 | VI Mistrzostwa Wspólnoty Narodów  | New Delhi, Indie            | 12–17 marca            |